# María Cecilia Rognoni
Pour les articles homonymes, voir Rognoni.
María Cecilia Rognoni Potocki (née le 1er décembre 1976 à Buenos Aires) est une joueuse de hockey sur gazon argentine.

## Carrière
Avec l'équipe d'Argentine de hockey sur gazon féminin, elle est septième des  aux Jeux olympiques d'été de 1996, médaillée d'argent aux Jeux olympiques d'été de 2000 et médaillée de bronze aux Jeux olympiques d'été de 2004. Elle remporte aussi la Coupe du monde en 2002.